# Lori Lightfoot
Lori Elaine Lightfoot (nascida em 4 de agosto de 1962) é uma política estadunidense, prefeita de Chicago entre 2019 e 2023. Ela também trabalhou foi sócia na firma de advocacia Mayer Brown. Lightfoot foi a mais votada no primeiro turno da eleição municipal de 2019, avançando para um segundo turno em que ela derrotou Toni Preckwinkle em 2 de abril de 2019. Lightfoot é a primeira mulher negra e a primeira líder abertamente gay da cidade, bem como a maior prefeita LGBTQ na história dos Estados Unidos.
Em 19 de maio de 2021, Lightfoot anunciou que iria conceder entrevistas apenas à jornalistas negros.

## Vida pessoal
Lightfoot reside no bairro de Logan Square na zona norte de Chicago. Ela é casada com Amy Eshleman, com quem tem uma filha.